# شهرستان نانائو
ناناو (به لاتین: Nan'ao County) یک شهرستان در جمهوری خلق چین است که در شانتو واقع شده‌است.